# Charlotte Gainsbourg
Charlotte Lucy Gainsbourg (London, 1971. július 21. –) kétszeres César-díjas brit–francia színésznő, énekesnő.

## Fiatalkora és családja
1971-ben született Londonban, Jane Birkin és Serge Gainsbourg gyermekeként. Párizsban nőtt fel. Anyai nagyanyja Judy Campbell színésznő, nagybátyja Andrew Birkin forgatókönyvíró, aki többek közt A cementkert rendezője is. Apja zsidó, anyja protestáns háttérrel rendelkezik. 
Gainsbourg a párizsi École Active Bilingue Jeannine Manuel és a svájci Collège Alpin International Beau Soleil iskolákba járt.

## Pályafutása

### Film
1984-ben a Paroles et musique című filmben tűnt fel először, Catherine Deneuve lányaként. 1986-ban a legígéretesebb színésznőnek járó César-díjat vehette át A csitri című francia vífjáték-drámában nyújtott alakításáért. Angol nyelvű debütálására 1993-ban került sor nagybátyja, Andrew Birkin jóvoltából, annak A cementkert című rendezésében. A színpadon 1994-ben mutatkozott be, David Mamet Oleanna nevezetű darabjában. 1996-ban a címszereplőt játszhatta Charlotte Brontë 1847-es Jane Eyre című regényének filmadaptációjában. 2000-ben a legjobb női mellékszereplőnek járó César-díjat nyerte el Karácsonyi kavarodás-béli szerepéért. 2003-ban a 21 gramm szereplője volt, többek közt Naomi Watts, Benicio del Toro és Sean Penn mellett. 2006-ban Az álom tudományában tűnt fel Gael García Bernal oldalán. 2007-ben az I'm Not There – Bob Dylan életei című életrajzi filmben Heath Ledger feleségét alakította,  a Just Like a Woman című Dylan-feldolgozással a filmzenei albumon is helyet kapott. 
2009-ben Lars von Trier Antikrisztus című rendezésében szerepelt. Gátlásaitól teljes mértékben meg kellett szabadulnia az alkotás kedvéért, de fizikailag és lelkileg is megterhelő munkája kifizetődött: a film megosztó fogadtatása ellenére a legjobb színésznő díjával jutalmazták a 2009-es cannes-i fesztiválon. A rendezővel a közös munka olyannyira jól alakult, hogy Trier következő, 2011-es Melankólia című művében is feltűnt, ahol Kirsten Dunst depressziós karakterének higgadtabb, józan gondolkodású nővérét formálta meg. Trier híres a színészekkel való durva bánásmódról, de Gainsbourg - saját bevallása szerint - nehézségek nélkül dolgozott vele. A 2013-ban két részletben bemutatott A nimfomániás főszerepét is megkapta, mely a rendező talán minden eddiginél provokatívabb filmje lett. Charlotte az egyetlen színésznő, aki ilyen sokáig bírta Trier mellett, hiszen az említett mű már a harmadik közös munkájuk volt. A rendező korábbi nagy sikerű filmjeinek főszereplőnői (többek közt Nicole Kidman, Björk, Kirsten Dunst és Emily Watson) csak egy alkotást vállaltak.

### Zene
Zenei debütálására apja 1984-es Lemon Incest című dalában került sor. Két évvel később megjelent első, bemutatkozó albuma, a Charlotte for Ever, a produceri feladatkört apja látta el.
2000-ben Madonna Music című nagylemezének What It Feels Like For A Girl címet viselő kislemezén működött közre egy intró erejéig – ez A cementkert című filmből való, ami egyébként a dal címét is inspirálta. 2004-ben duettet énekelt Étienne Daho francia popsztárral, annak If című kislemezén. 2006-ban érkezett meg második albuma, az 5:55, mely kritikai és kereskedelmi siker lett. Franciaországban elérte az első helyet és a platina státuszt, az Egyesült Királyságban viszont csak a 78. helyig jutott. A korong első kislemeze a The Songs That We Sing volt, melyet a Rolling Stone magazin beválasztott 2007 száz legjobb dala közé.
2009 végén jelent meg harmadik stúdiólemeze, az IRM, Beck produceri közreműködésével. 2011-ben pedig negyedik albuma, a Stage Whisper látott napvilágot.
Trick Pony című dalát felhasználták A Grace klinika című kórházi drámasorozat Újra a műtőben című részében. A szám később helyet kapott a FIFA 11 videójáték betétdalai között, és egy 2012-es Super Bowl-reklám alatt is felcsendült.

## Magánélete
1991 óta Yvan Attal francia–izraeli színész-rendező élettársa, három gyermekük született.
2007 szeptemberében Gainsbourg agyvérzés miatt került kórházba, miután hosszú ideig fejfájás gyötörte egy kisebb vízisíbaleset után.

## Filmográfia

### Film
| Év   | Magyar cím                                                                  | Eredeti cím                                   | Szerep                     | Magyar hang        |
| ---- | --------------------------------------------------------------------------- | --------------------------------------------- | -------------------------- | ------------------ |
| 1984 | Az élet megy tovább                                                         | Paroles et Musique                            | Charlotte Marker           |                    |
| 1985 |                                                                             | La tentation d’Isabelle                       | gyermek                    |                    |
| 1985 | A csitri                                                                    | L’ effrontée                                  | Charlotte Castang          | Bíró Kriszta       |
| 1985 | A csitri                                                                    | L’ effrontée                                  | Charlotte Castang          | Bogdányi Titanilla |
| 1986 |                                                                             | Charlotte for Ever                            | Charlotte                  |                    |
| 1988 | Kung fu mester                                                              | Kung Fu Master                                | Lucy                       | Zsigmond Tamara    |
| 1988 |                                                                             | Jane B. par Agnès V.                          | Jane Birkin lánya          |                    |
| 1988 | A kis tolvajlány                                                            | La Petite Voleuse                             | Janine Castang             |                    |
| 1990 |                                                                             | The Sun Also Shines at Night                  | Matilda                    |                    |
| 1991 | Kösz, megvagyok                                                             | Merci la vie                                  | Camille Pelleveau          |                    |
| 1991 |                                                                             | Aux yeux du monde                             | Juliette Mangin            |                    |
| 1992 |                                                                             | Amoureuse                                     | Marie                      |                    |
| 1993 | A cementkert                                                                | The Cement Garden                             | Julie                      | Bíró Kriszta       |
| 1994 | Segítség, csaló!                                                            | Grosse Fatigue                                | önmaga                     |                    |
| 1996 | Jane Eyre                                                                   | Jane Eyre                                     | Jane Eyre                  | Kiss Virág         |
| 1996 |                                                                             | Anna Oz                                       | Anna Oz                    |                    |
| 1996 |                                                                             | Love Etc.                                     | Marie                      |                    |
| 1999 | A betolakodó                                                                | The Intruder                                  | Catherine Girard           | Gubás Gabi         |
| 1999 | Karácsonyi kavarodás                                                        | La Bûche                                      | Milla Robin                | Bogdányi Titanilla |
| 2000 | A szenvedély szigete                                                        | Passionnément                                 | Alice Almeida              | Zsigmond Tamara    |
| 2001 |                                                                             | Félix et Lola                                 | Lola                       |                    |
| 2001 | Színésznő a feleségem                                                       | Ma femme est une actrice                      | Charlotte                  | Ruttkay Laura      |
| 2002 |                                                                             | La merveilleuse odyssée de l'idiot Toboggan   | ismeretlen szereplő hangja |                    |
| 2003 | 21 gramm                                                                    | 21 Grams                                      | Mary Rivers                | Báthory Orsolya    |
| 2003 | 21 gramm                                                                    | 21 Grams                                      | Mary Rivers                | Zsigmond Tamara    |
| 2004 |                                                                             | Une star internationale (rövidfilm)           | önmaga                     |                    |
| 2004 | Változatok a házasságra                                                     | Ils se marièrent et eurent beaucoup d'enfants | Gabrielle                  |                    |
| 2005 |                                                                             | L'un reste, l'autre part                      | Judith                     |                    |
| 2005 | Lemming                                                                     | Lemming                                       | Bénédicte Getty            | Csondor Kata       |
| 2006 | Aranykapu                                                                   | Nuovomondo                                    | Lucy Reed                  | Törtei Tünde       |
| 2006 | Aranykapu                                                                   | Nuovomondo                                    | Lucy Reed                  | Ruttkay Laura      |
| 2006 | Igen, akarom?                                                               | Prête-moi ta main                             | Emma                       | Solecki Janka      |
| 2006 | Az álom tudománya                                                           | La science des rêves                          | Stéphanie                  | Németh Borbála     |
| 2007 | I'm Not There – Bob Dylan életei                                            | I'm Not There                                 | Claire Clark               | Ruttkay Laura      |
| 2008 | Az otthon túl messze van                                                    | The City of Your Final Destination            | Arden Langdon              | Kiss Virág         |
| 2009 | Antikrisztus                                                                | Antichrist                                    | nő                         | Németh Borbála     |
| 2009 | Hajsza                                                                      | Persécution                                   | Sonia                      |                    |
| 2010 | A fa                                                                        | The Tree                                      | Dawn                       | Kiss Eszter        |
| 2011 | Melankólia                                                                  | Melancholia                                   | Claire                     | Kisfalvi Krisztina |
| 2012 |                                                                             | Confession of a Child of the Century          | Brigitte                   |                    |
| 2012 | Ne zavarjanak!                                                              | Do Not Disturb                                | Lilly                      |                    |
| 2013 | A nimfomániás                                                               | Nymphomaniac                                  | Joe                        |                    |
| 2014 | Jacky a nők országában                                                      | Jacky au royaume des filles                   | La colonelle               |                    |
| 2014 |                                                                             | Son épouse                                    | Catherine de Rosa          |                    |
| 2014 | Samba                                                                       | Samba                                         | Alice                      | Ruttkay Laura      |
| 2014 | 3 szív                                                                      | 3 cœurs                                       | Sylvie Berger              | Sipos Eszter Anna  |
| 2014 | Lány macskával                                                              | Incompresa                                    | anya                       |                    |
| 2015 |                                                                             | Every Thing Will Be Fine                      | Kate                       |                    |
| 2016 |                                                                             | Ils sont partout                              | Mathilde Bensoussan        |                    |
| 2016 | A függetlenség napja – Feltámadás                                           | Independence Day: Resurgence                  | Dr. Catherine Marceaux     | Németh Kriszta     |
| 2016 | Norman: Egy New York-i szélhámos mérsékelt felemelkedése és tragikus bukása | Norman                                        | Alex Green                 | Németh Borbála     |
| 2016 | Sötét bűnök                                                                 | Dark Crimes                                   | Kasia                      |                    |
| 2017 | Ismael szellemei                                                            | Les Fantômes d'Ismaël                         | Sylvia                     |                    |
| 2017 | Hóember                                                                     | The Snowman                                   | Rakel Fauke                | Bánfalvi Eszter    |
| 2017 | Hajnali ígéret                                                              | La Promesse de l'aube                         | Nina Kacew                 |                    |
| 2018 |                                                                             | I Think We're Alone Now                       | Violet                     |                    |
| 2019 |                                                                             | Lux Æterna                                    | Charlotte                  |                    |
| 2019 | Kutyabaj                                                                    | Mon chien Stupide                             | Cécile Mohen               |                    |
| 2020 |                                                                             | Suzanna Andler                                | Suzanna Andler             |                    |
| 2021 |                                                                             | Jane by Charlotte                             | önmaga                     |                    |
| 2021 |                                                                             | Sundown                                       | Alice Bennett              |                    |
| 2021 | A vád                                                                       | Les Choses humaines                           | Claire Farel               |                    |
| 2022 | Éjszakai átutazók                                                           | Les Passagers de la nuit                      | Elisabeth                  |                    |
| 2022 | Mandula és csikóhal                                                         | The Almond and the Seahorse                   | Toni                       | Mészáros Blanka    |
| 2022 | Halványkék szemek                                                           | The Pale Blue Eye                             | Patsy                      | Bánfalvi Eszter    |
| 2023 | Az igazi élet                                                               | La Vie pour de vrai                           | Roxane                     |                    |
| 2024 |                                                                             | Belle                                         | Cléa                       |                    |
| 2024 | Utazás válás ellen                                                          | Nous, les Leroy                               | Sandrine Leroy             |                    |
| 2025 | A föníciai séma                                                             | The Phoenician Scheme                         | Első feleség               | Németh Kriszta     |

### Televízió
| Év   | Magyar cím          | Eredeti cím               | Szerep                          | Megjegyzések                                             |
| ---- | ------------------- | ------------------------- | ------------------------------- | -------------------------------------------------------- |
| 2000 | Nürnberg            | Nuremberg                 | Marie Claude Vaillant-Couturier | - minisorozat (1 epizód) - magyar hangja: - Horváth Lili |
| 2000 | Nyomorultak         | Les Misérables            | Fantine                         | - minisorozat (4 epizód) - magyar hangja: - Kocsis Judit |
| 2020 | Hívd az ügynökömet! | Dix pour cent             | önmaga                          | 1 epizód                                                 |
| 2022 |                     | En thérapie               | Claire Brunet                   | 6 epizód                                                 |
| 2022 |                     | Le Late avec Alain Chabat | Joueuse Pierre-Feuille-Ciseaux  | 1 epizód                                                 |
| 2023 |                     | Alphonse                  | Margot                          | 6 epizód                                                 |
| 2025 |                     | Étoile                    | Geneviève Lavigne               | 8 epizód                                                 |

## Diszkográfia

### Stúdióalbumok
1. 1986: Charlotte for Ever
2. 2006: 5:55
3. 2009: IRM
4. 2011: Stage Whisper

### Kislemezek
1. 2006: The Songs That We Sing
2. 2007: 5:55
3. 2007: The Operation
4. 2007: Beauty Mark
5. 2009: Heaven Can Wait
6. 2010: Time of the Assassins
7. 2010: Memoir
8. 2010: Terrible Angels
9. 2011: Anna
10. 2011: Paradisco

## Díjak és jelölések
César-díj

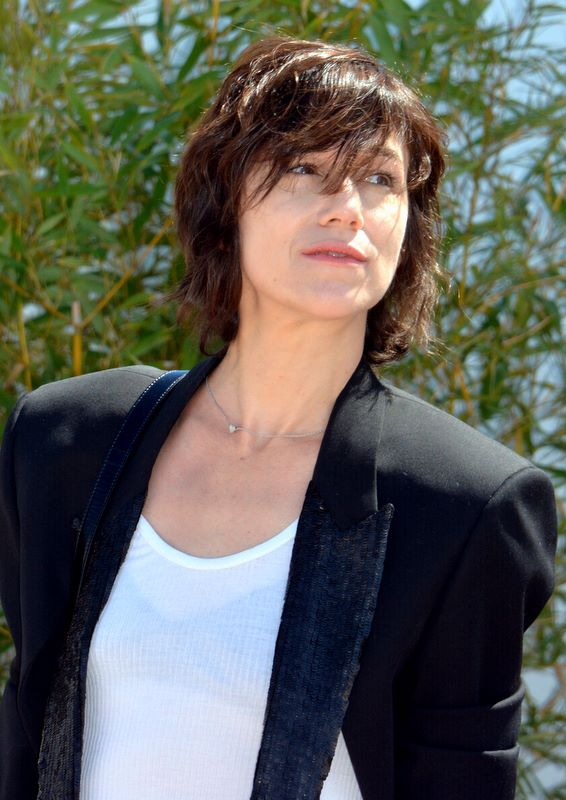
A 2017-es cannes-i fesztiválon

- 1986: díj – legígéretesebb fiatal színésznő - A csitri (1986)
- 1989: jelölés – legjobb színésznő - A kis tolvajlány (1989)
- 1997: jelölés – legjobb színésznő - Szerelem és... (1997)
- 2000: díj – legjobb mellékszereplő színésznő - Karácsonyi kavarodás (2000)
- 2007: jelölés – legjobb színésznő - Igen, akarom? (2007)
- 2011: jelölés – legjobb színésznő - A fa (2011)
- 2018: jelölés – legjobb színésznő - A virradat ígérete (2018)

Cannes-i Filmfesztivál
- 2009: díj – Legjobb női alakítás - Antikrisztus (2009)

Európai Filmdíj
- 2009: jelölés – Legjobb színésznő - Antikrisztus (2009)
- 2011: jelölés – Legjobb színésznő - Melankólia (2011)

Bodil-Díj
- 2010: díj – legjobb színésznő - Antikrisztus (2009)
- 2012: jelölés – legjobb női mellékszereplő - Melankólia (2011)
- 2014: díj – legjobb színésznő - A nimfomániás (2013), A nimfomániás 2. rész (2013)

## Fordítás
- Ez a szócikk részben vagy egészben  a   Charlotte Gainsbourg című angol Wikipédia-szócikk fordításán alapul.  Az eredeti cikk szerkesztőit annak laptörténete sorolja fel. Ez a jelzés csupán a megfogalmazás eredetét és a szerzői jogokat jelzi, nem szolgál a cikkben szereplő információk forrásmegjelöléseként.